# 플루토스투자
주식회사 플루토스투자는 대한민국의 투자 기업이다.

## 역사
2019년 제미니투자주식회사에서 리더스 기술투자로 다시 현재의 사명으로 변경하였다.